# Красноармейская улица (Феодосия)
Красноармейская улица — улица в исторической части Феодосии, проходит от Армянской улицы до улицы Десантников.

## История
Расположена в границах древней генуэзской крепости. По преданию в районе улицы находился невольничий рынок древнего города (в то время — Кафы).
Улица исторически была местом компактного расселения феодосийских греков (см. Греческая улица), местная греческая (Введенская) церковь датируется XII—XIV веками, с конца XVIII века в ней служили феодосийские епископы. В середине XIX века храм перестроили, а перед Великой Отечественной войной закрыли. После окончания войны в здании церкви разместили цеха парашютного завода, позже — детско-юношескую спортивную школу.
При российском правлении улица называлась Дворянская. Сохранившаяся историческая застройка — в основном частные одноэтажные дома.
С установлением советской власти Дворянской присвоили имя видного деятеля советского государства Льва Троцкого, после его опалы улицу переименовали — она стала Красноармейской.
В 1993 году возобновлено богослужение во Введенской церкви.

## Достопримечательности
д. 11 — Введенская церковь

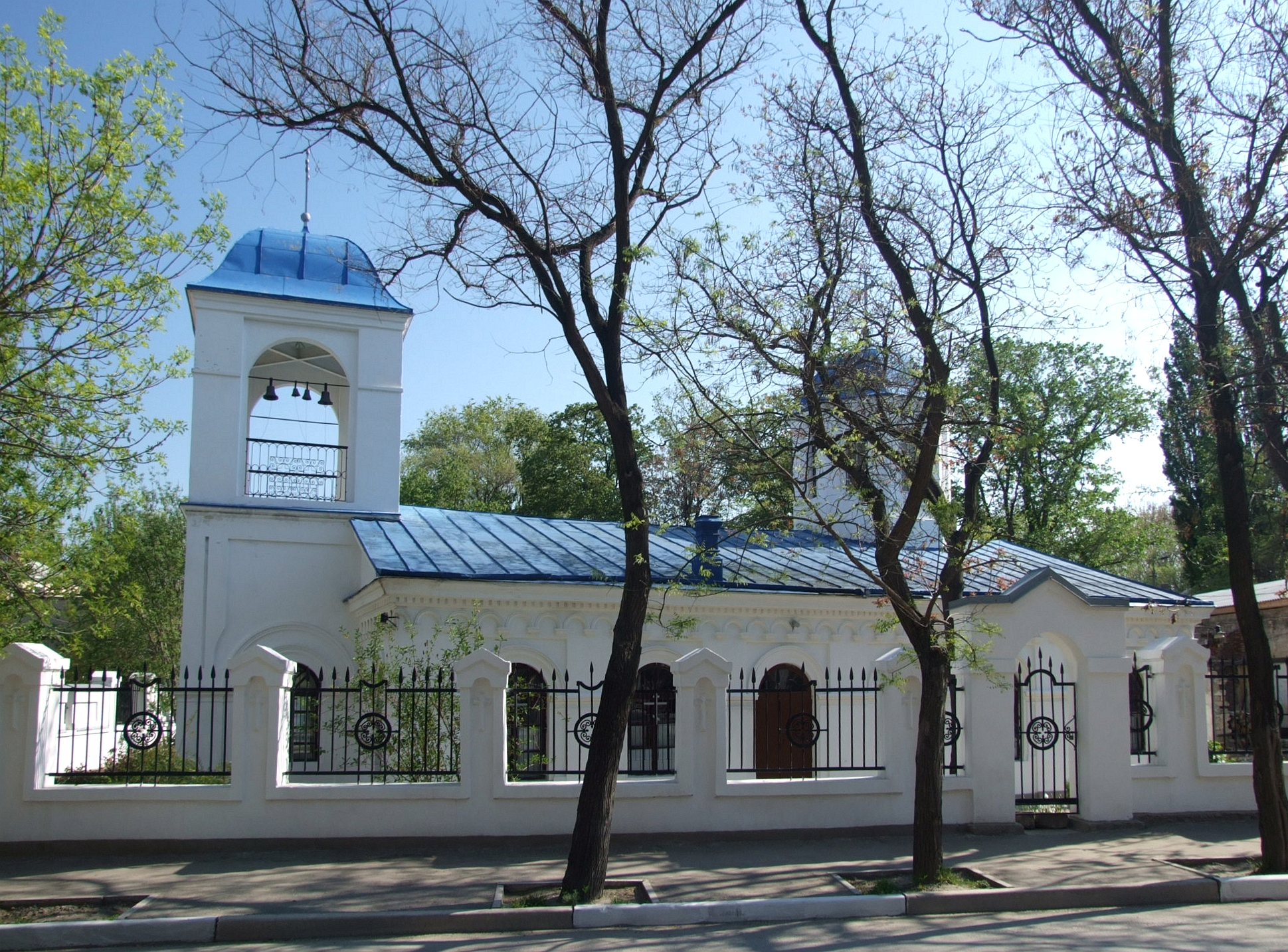

д. 13 — дом В. А. Коронелло (XIX век)